# Sciurus granatensis
Lo scoiattolo dalla coda rossa (Sciurus granatensis Humboldt, 1811), noto nei paesi di origine come ardilla roja, ardilla chisa o semplicemente chiza, è una specie di scoiattolo arboricolo originaria del Centro e Sudamerica.

## Descrizione
Lo scoiattolo dalla coda rossa pesa circa 228-520 g e misura 33–52 cm, dei quali 14-28 costituiti dalla coda. La colorazione del dorso varia moltissimo, dal marrone-rossiccio al quasi nero, sebbene possano essere presenti anche zone di colore giallo; le regioni ventrali possono essere di colore giallastro chiaro o marrone-rossiccio. Rispetto allo scoiattolo variegato (Sciurus variegatoides), anch'esso presente nelle stesse zone, è più piccolo e più scuro, e inoltre presenta una colorazione uniforme.

## Biologia
Lo scoiattolo dalla coda rossa va in cerca di cibo sia sul suolo che tra i rami degli alberi. Si nutre di grossi frutti, frutti di palma, legumi, funghi, giovani foglie, fiori e corteccia.
La femmina partorisce due o tre nidiate all'anno, ciascuna costituita in media da due piccoli. L'attività riproduttiva è particolarmente evidente durante la stagione secca. Prima dell'accoppiamento, dai quattro agli otto maschi inseguono la femmina attraverso i suoi spostamenti sulle cime degli alberi. I piccoli nascono dopo una gestazione di 44 giorni e vengono accuditi dalla femmina per 8-10 settimane. La densità di popolazione di questo animale è di circa due esemplari per ettaro. Le dimensioni dei territori variano dagli 0,6 ettari di quelli delle femmine agli 1,4 ettari di quelli dei maschi.

## Distribuzione e habitat
Lo scoiattolo dalla coda rossa è una specie molto numerosa e si incontra in Costa Rica, Panama, Colombia, Ecuador, Venezuela e Trinidad e Tobago. Si incontra dal livello del mare fino a 3000 m di quota.
È specie propria delle foreste, sia di pianura che montane.

## Tassonomia

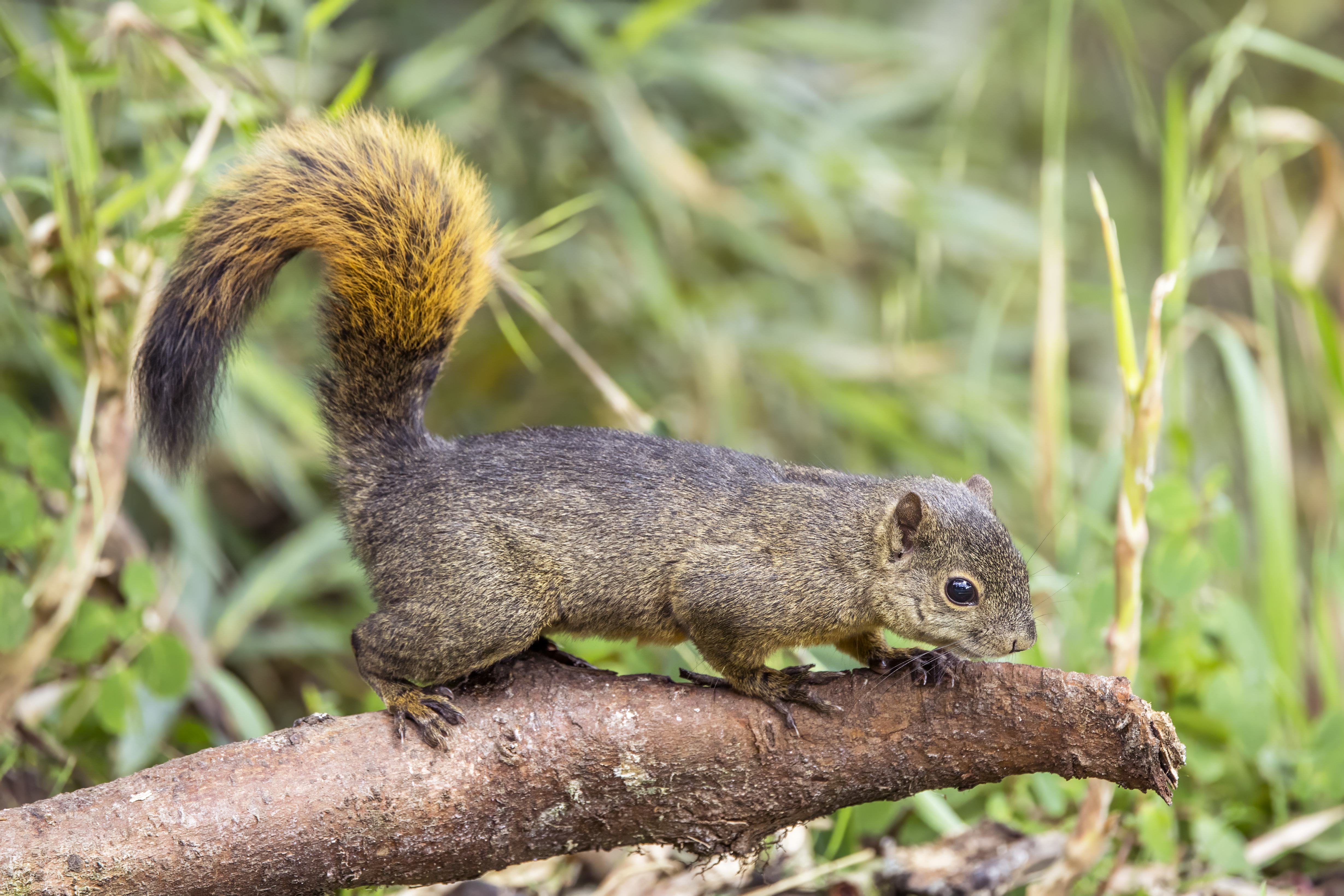
Maschio di S. g. chrysuros.

Attualmente, gli studiosi riconoscono trentadue sottospecie di scoiattolo dalla coda rossa:
- S. g. granatensis Humboldt, 1811 (Colombia, Dipartimento di Bolívar);
- S. g. agricolae Hershkovitz, 1947 (Colombia, Dipartimento di Magdalena e pendici meridionali della Sierra Nevada de Santa Marta);
- S. g. bondae J. A. Allen, 1899 (Colombia settentrionale);
- S. g. candelensis J. A. Allen, 1914 (Colombia, monte Candela);
- S. g. carchensis Harris e Hershkovitz, 1938 (Ecuador, Provincia del Carchi, sulle pendici occidentali delle Ande);
- S. g. chapmani J. A. Allen, 1899 (Venezuela orientale e Trinidad);
- S. g. chiriquensis Bangs, 1902 (Panama, Provincia di Chiriquí);
- S. g. chrysuros Pucheran, 1845 (Colombia, Dipartimento di Cundinamarca);
- S. g. ferminae Cabrera, 1917 (Ecuador orientale, Provincia del Napo);
- S. g. gerrardi Gray, 1861 (Colombia, Dipartimento di Antioquia, Montes de María y Serranía de Coraza);
- S. g. griseimembra J. A. Allen, 1914 (Colombia, Cordigliera Occidentale);
- S. g. griseogena Gray, 1867 (costa del Venezuela);
- S. g. hoffmanni Peters, 1863 (Costa Rica e Panamá);
- S. g. imbaburae Harris e Hershkovitz, 1938 (Ecuador, Provincia dell'Imbabura);
- S. g. llanensis Mondolfi e Boher, 1984 (Venezuela, Los llanos);
- S. g. manavi J. A. Allen, 1914 (Ecuador, Provincia di Manabí);
- S. g. maracaibensis Hershkovitz, 1947 (Venezuela, Zulia);
- S. g. meridensis Thomas, 1901 (Venezuela, Mérida);
- S. g. morulus Bangs, 1900 (Panamá, isola di Barro Colorado e monti Pirri);
- S. g. nesaeus G. M. Allen, 1902 (Venezuela, isola di Margarita);
- S. g. norosiensis Hershkovitz, 1947 (Colombia, Dipartimento di Bolívar);
- S. g. perijae Hershkovitz, 1947 (Colombia, Dipartimento di Magdalena e Dipartimento di Cesar, pendici occidentali della Sierra de Perija);
- S. g. quindianus J. A. Allen, 1914 (Colombia occidentale, regioni centrali del Dipartimento di Valle del Cauca, pendici occidentali della Cordigliera Centrale);
- S. g. saltuensis Bangs, 1898 (Colombia settentrionale, foreste montane della Sierra Nevada de Santa Marta);
- S. g. soederstroemi Stone, 1914 (Ecuador, Provincia del Pichincha);
- S. g. splendidus Gray, 1842 (Colombia, Dipartimento di Magdalena);
- S. g. sumaco Cabrera, 1917 (Ecuador, Provincia del Napo);
- S. g. tarrae Hershkovitz, 1947 (Colombia, Dipartimento di Chocó);
- S. g. valdiviae J. A. Allen, 1915 (Colombia occidentale, Dipartimento di Antioquia);
- S. g. variabilis I. Geoffroy St. Hilaire, 1832 (Colombia, Dipartimento di Magdalena);
- S. g. versicolor Thomas, 1900 (Ecuador settentrionale, Provincia di Esmeraldas);
- S. g. zuliae Osgood, 1910 (Venezuela, Zulia).

## Conservazione
Lo scoiattolo dalla coda rossa è ancora molto numeroso e la sua popolazione sembra essere al sicuro; per questo motivo la IUCN lo inserisce tra le specie a rischio minimo.